# Stelling van Riemann-Roch
In de functietheorie en de algebraïsche meetkunde, deelgebieden van de wiskunde, is de stelling van Riemann-Roch een belangrijk instrument voor de berekening van de dimensie van de ruimte van meromorfe functies met voorgeschreven nulpunten en toegestane polen. De stelling van Riemann-Roch relateert de complexe analyse van een aangesloten compact riemann-oppervlak aan het pure topologische genus {\displaystyle g} van het oppervlak, op een manier die overgebracht kan worden naar zuiver algebraïsche omgevingen.
Aanvankelijk bewezen als de ongelijkheid van Riemann kreeg de stelling in de jaren 1850 haar definitieve vorm voor riemann-oppervlakken na het werk van Bernhard Riemanns jonggestorven student Gustav Roch. Er werd later een algemenere stelling voor algebraïsche krommen en hoger-dimensionale algebraïsche variëteiten gevonden.